# Transtorno desintegrativo da infância
Transtorno Desintegrativo da Infância, ou Síndrome de Heller, é um tipo de transtorno global do desenvolvimento (PDD, na sigla em inglês) geralmente diagnosticado pela primeira vez na infância ou adolescência.
Critérios de diagnósticos:
A. Desenvolvimento aparentemente normal durante pelo menos os 2 primeiros anos de vida, manifestado pela presença de comunicação verbal e não-verbal, relacionamentos sociais, jogos e comportamento adaptativos próprio da idade.
B. Perda clinicamente importante de habilidades já adquiridas (antes dos 10 anos) em pelo menos duas das seguintes áreas:
- linguagem expressiva ou receptiva
- habilidades sociais ou comportamento adaptativo
- controle esfíncteriano
- jogos
- habilidades motoras

C. Funcionamento anormal em pelo menos duas das seguintes áreas:
- comprometimento qualitativo da interação social (p. ex., comprometimento de comportamentos não-verbais, fracasso em desenvolver relacionamentos com seus pares, falta de reciprocidade social ou emocional)
- comprometimento qualitativo da comunicação (p. ex., atraso ou ausência de linguagem falada, fracasso em iniciar ou manter uma conversa, uso estereotipado e repetitivo da linguagem, ausência de jogos variados de faz-de-conta)
- padrões restritos, repetitivos e estereotipados de comportamento, interesses e atividades, incluindo estereotipias motoras e maneirismos

D. A perturbação não é melhor explicada por outro Transtorno global do desenvolvimento específico ou por Esquizofrenia.